# Christlieb Benedict Funk
Christlieb Benedict Funk (auch: Christlieb Benedikt Funck, latinisiert Christophilus Benedictus Funccius; * 5. Juli 1736 in Hartenstein; † 10. April 1786 in Leipzig) war ein deutscher Physiker und Mathematiker.

## Leben
Christlieb Benedict war der Sohn des damaligen Stadtkantors, späteren Diakons in Hartenstein und Pfarrers in Beutha Gottlieb Funk und dessen Frau, der einzigen Tochter des M. Christian Friedrich Sinner († 1721) in Weißbach. Somit war er ein jüngerer Bruder des Gottfried Benedict Funk. Sein Sohn war der spätere Direktor des Domgymnasiums Magdeburg Karl Funk.
Er studierte an der Universität Leipzig und erwarb dort den akademischen Grad eines Magisters der Philosophie. Ab 1763 war Funk Lehrer und Kantor der Leipziger Nikolaischule und wurde 1773 Professor der Physik an der Leipziger Hochschule.
In dieser Funktion beschränkte er sich zunächst auf die Theoretische Physik, da er nicht über die umfangreiche Sammlung von Johann Heinrich Winckler (1703–1770) verfügte, und hielt auch mathematische Vorlesungen. Als allerdings der Arzt Christian Ludwig (1749–1784), der auch über Physik Vorlesungen gehalten hatte, starb, bemühte sich Funk um den Aufkauf der physikalischen Sammlung für die Universität. 1785 genehmigte schließlich der Kurfürst Friedrich August I. von Sachsen die Gelder für den Kauf der Sammlung, allerdings lehnte er einen jährlichen Betrag für deren Wartung ab. Als Räumlichkeit richtete Funk einen Physik-Hörsaal in vier ehemaligen Klosterzellen des Paulinums her.
Die Sammlung, die Geräte zur Aerostatik für Luftdruck und Vakuumversuche, zur Mechanik, zur Optik und zur Elektrostatik beinhaltete, fand in angrenzenden provisorisch hergerichteten Räumen Platz. Doch Funk verstarb vor der Übernahme der Sammlung, sodass erst sein Nachfolger Karl Friedrich Hindenburg (1741–1808) die Sammlung benutzen konnte. Funk beteiligte sich auch an der Herausgabe des Leipziger Magazins zur Naturkunde, Mathematik und Oekonomie. Zudem nahm er auch an den organisatorischen Aufgaben der Leipziger Hochschule teil und war im Wintersemester 1781 Rektor der Alma Mater.

## Schriften
- Anweisung zur Kenntniß der Gestirne vermittelst zweener Sternkegel, nach Doppelmayers Himmels-Charten, Christian Gottlob Hilschern, Leipzig 1770 (Google Books)
- Anfangsgründe der mathematischen Geographie, zum Gebrauch in Schulen, Siegfried Leberecht Crusius, Leipzig 1771 (Google Books)
- De ascensu fluidorum in tubis capillaribus. Leipzig 1773
- Anfangsgründe der Mathematik zum Gebrauch in Schulen. 1773
- Anweisung zur Kenntniss der Gestirne auf Zwey Planiglobien und Zween Sternkegeln, nach Bayern und Vaugondy. Mit acht Kupfern. Crusius, Leipzig 1777
- Dissertatio de sono et tono. Leipzig 1779
- als Herausgeber und Autor: Leipziger Magazin zur Naturkunde, Mathematik und Oekonomie, Leipzig und Dessau 1781 1782 (bei Google Books: Jahrgang 1781, 1782)
- Natürliche Magie oder Erklärung verschiedner Wahrsager- und Natürlicher Zauberkünste. Friedrich Nicolai, Berlin und Stettin 1783 (Google Books)